# Bleuette Bernon
Bleuette Bernon foi uma atriz francesa do final do século XIX e início do século XX, que apareceu em pelo menos cinco filmes do pioneiro do cinema Georges Méliès. Os primeiros filmes, ainda no século XIX, eram geralmente sem enredo e tinham duração de poucos minutos. Entretanto, Méliès desenvolveu o gênero de cinema ficcional e Bernon foi, assim, uma das primeiras  a interpretar um personagem no cinema.

## Filmografia
- Le royaume des fées (1903) .... Aurora
- Viagem à Lua (1902) (sem créditos) .... Lady in the Moon

... ou "Le Voyage dans la Lune" - França (título original)
- Barbe-bleue (1901) .... La fée
- Baile Até à Meia-Noite (1899)

... ou "Cendrillon" - França (título original)
... ou "Cinderella" - (em inglês)
- Jeanne d'Arc (1899)